# Rosaliengebergte
Het Rosaliengebergte of Rosaliagebergte (Duits: Rosaliengebirge, Hongaars: Rozália-hegység, Kroatisch: Gorje Rozalija) is een oostelijke uitloper van de Alpen en ligt op de grens van de Oostenrijkse deelstaten Neder-Oostenrijk en Burgenland en vormde historisch een grensgebergte, tussen het Keizerrijk Oostenrijk (Cisleithanië) en het Koninkrijk Hongarije (Transleithanië), meer specifiek tussen het Oostenrijkse Neder-Oostenrijk en het Hongaarse Sopron (comitaat), nu deels gelegen in Burgenland en deels in Hongarije.
In de noord-zuid-extensie stijgt het Rosaliengebergte bij Neudörfl (Hongaars:  Lajtaszentmiklós) en is op haar hoogst op de Heuberg (vaak ook Rosalia genoemd). Na de Rosaliaberg wordt ze weer lager, deze depressie is ten hoogte van Weppersdorf (Hongaars: Veperd). door de Poort van Wiener Neustädt wordt het Rosaliengebergte van het Leithagebergte in het noorden gescheiden.

## Geografie
Geologisch gezien maakt het Rosaliengebergte deel uit van de Bucklige Welt. De schilderachtige grens tussen de Bucklige Welt en het Rosaliengebergte vormt de vallei van de Klingfurther Bach van noord naar zuid-oost, waarin de gemeenten Neder-Oostenrijkse Klingfurth, die behoort tot Walpersbach en de Hochwolkersdorfer Rotte Rosenbrunn liggen. De grens loopt dan verder over het dal van de Hochwolkersdorfer Rotte Alm, over de zogenaamde Totengraben in de Essengraben en dan verder over de Graben in het Schwarzenbachtal.
De volgende bergtoppen bevinden zich in de noordelijke deel van het Rosaliagebergte:
- Scheiben
- Mitterriegel
- Gespitzter Riegel
- Bergkogel
- Bauernmaiß
- Kogel
- Krieriegel

Het noordelijke en zuidelijke Rosaliengebergte worden van elkaar gescheiden door het Wulkadal, de Heuberg (hoogste punt van het Rosaliengebergte bij de Rosaliakapel) en een richel die zich van de Heuberg, via de Auerberg en de Hochwolkersdorfer Rotte Hollerberg naar de Hochwolkersdorfer Rotte uitkijkpunt uitstrekt.
De volgende bergtoppen bevinden zich in de zuidelijke deel van het Rosaliagebergte:
- Auerberg
- Hartlspitz
- Geißspitz
- Schwarzkogel
- Greimkogel
- Reisnerkogel
- Marriegel
- Sieggrabener Kogel
- Königsbühel
- Schwarzenbacher Burgberg
- Roter Riegel

Net als het Leithagebergte bestaat het Rosaliagebergte uit gneis, mica-leisteen en kalksteen. De bergrug is zwaar bebost. De hoogste berg is de Heuberg met de Rosaliakapel, die een hoogte heeft van 748 m. Het ORF-station Heuberg voor de streek Noord-Burgenland staat er ook op. Kasteel Forchtenstein / Fraknó ligt op de steile kalkstenen kliffen aan de oostelijke voet in de gelijknamige gemeente Forchtenstein (Hongaars: Fraknó, Kroatisch: Fortnava). De bergen worden ontwaterd door de rivieren: Wulka, de Leitha en de Schwarzenbach. Een deel van het gebergte ligt in het beschermde Natuurpark Rosalia-Kogelberg.
Het Rosaliengebergte kan alleen overgestoken worden, via een weg van Mattersburg / Nagymarton in Burgenland naar Hochwolkersdorf in Neder-Oostenrijk. Talrijke wandelpaden leiden naar en over het Rosaliagebergte, waaronder de langeafstandspaden Zentralalpenweg, Nordalpenweg en de Burgerlandse Mariazellerweg.
In de dwarse valleien van de oostelijke hellingen is er grootschalige fruitteelt en wijnbouw vanwege het gunstige klimaat. Aan de oostzijde van het Rosaliagebergte wordt een deel van de wind en kou tegengehouden door de bergen, waardoor er een warmer klimaat ontstaat.
Een bekende plaats in het gebied is het kuuroord Bad Sauerbrunn / Savanyúkút/ Kisela Voda, aan de noordelijke voet van de bergrug. Andere bekende bezienswaardigheden in het Rosaliagebergte zijn de Rosaliakapel op het hoogste punt van de bergrug en het nabijgelegen, 14e-eeuwse en onneembare Kasteel Forchtenstein / Fraknó, die als belangrijke grensvesting tussen de Oostenrijkse erflanden en het Koninkrijk Hongarije diende. In dit kasteel is een museum te vinden en bevindt zich een cisterne. Een ander kasteel in het gebergte is Kasteel Kobersdorf / Kabold

## Afbeeldingen

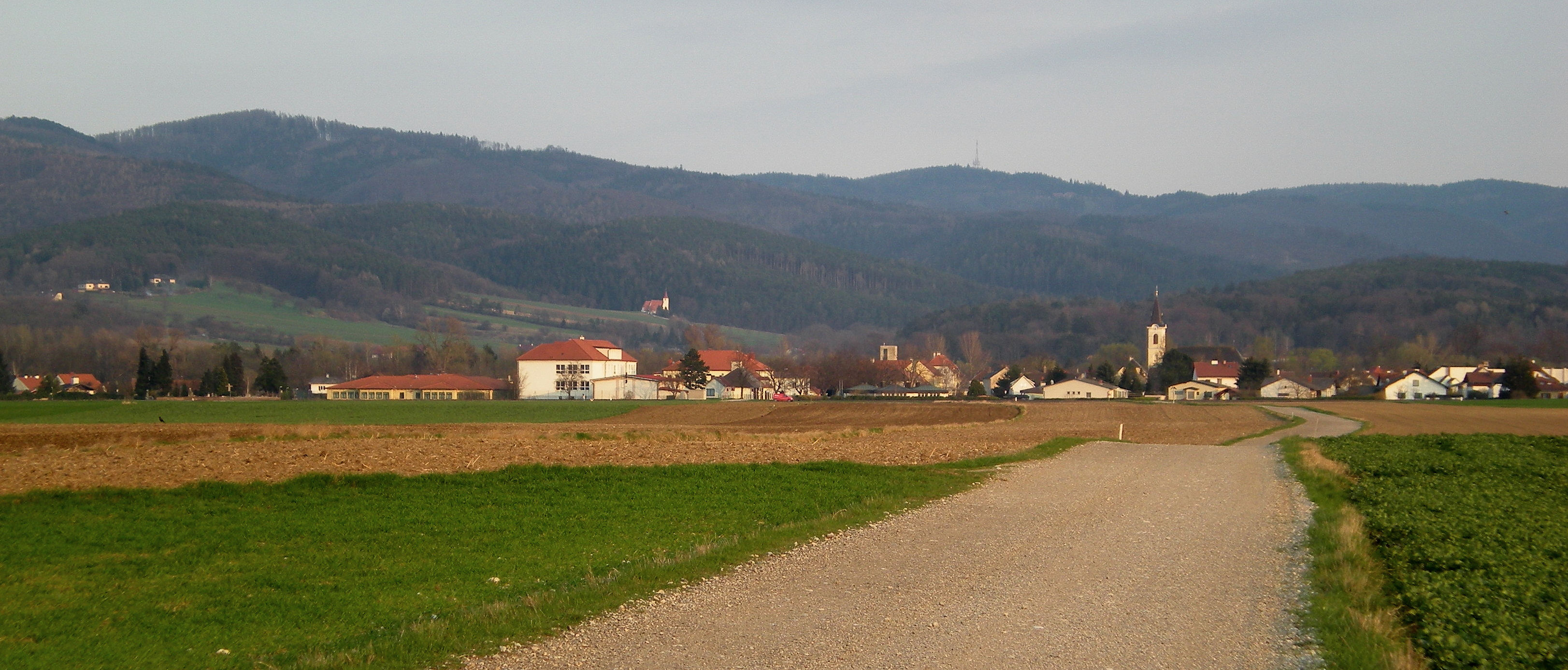
Lanzenkirchen in Neder-Oostenrijk, met op de achtergrond het Rosaliengebergte
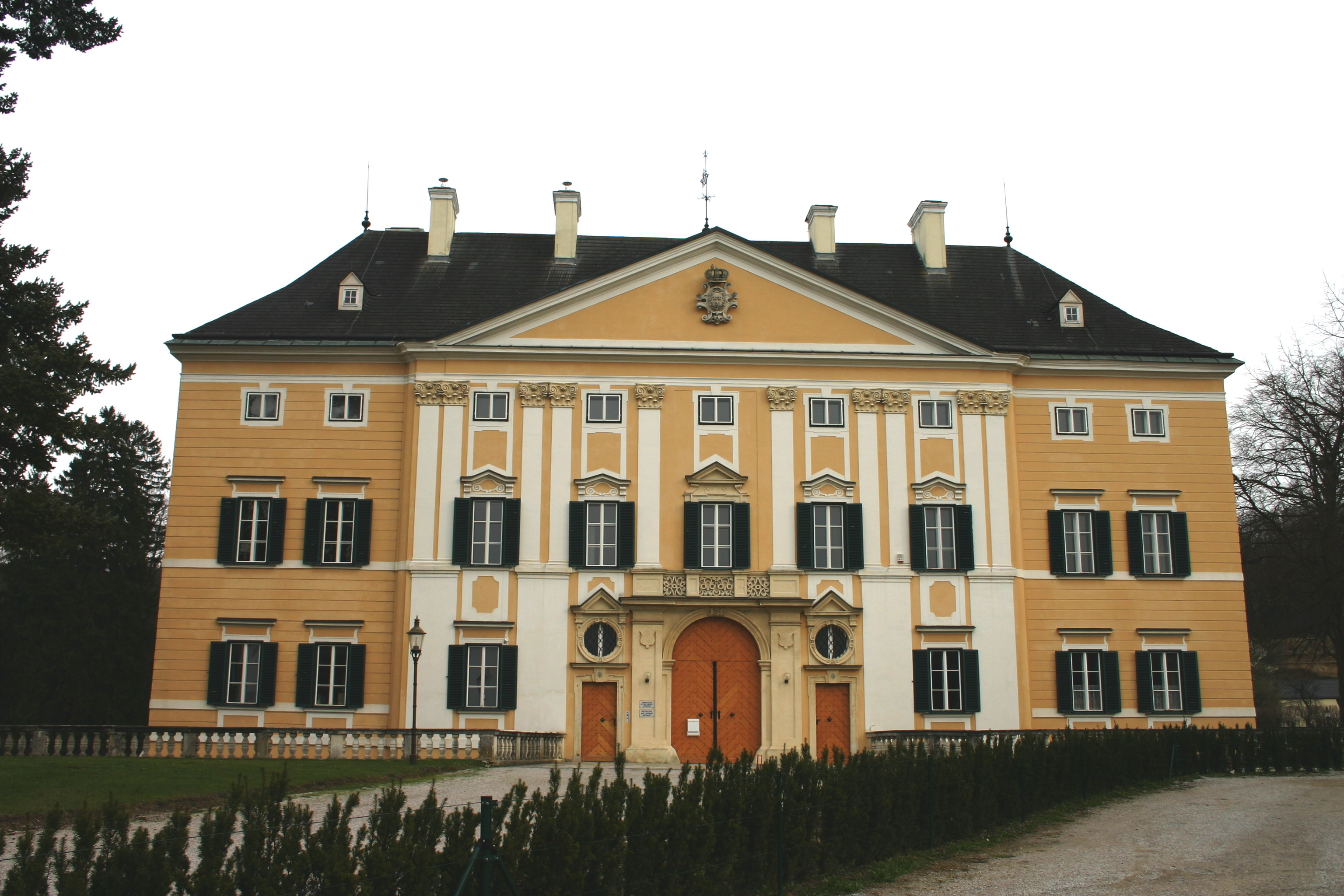
Kasteel Flohsdorf in Lanzenkirchen, in het Neder-Oostenrijkse deel van het Rosaliengebergte
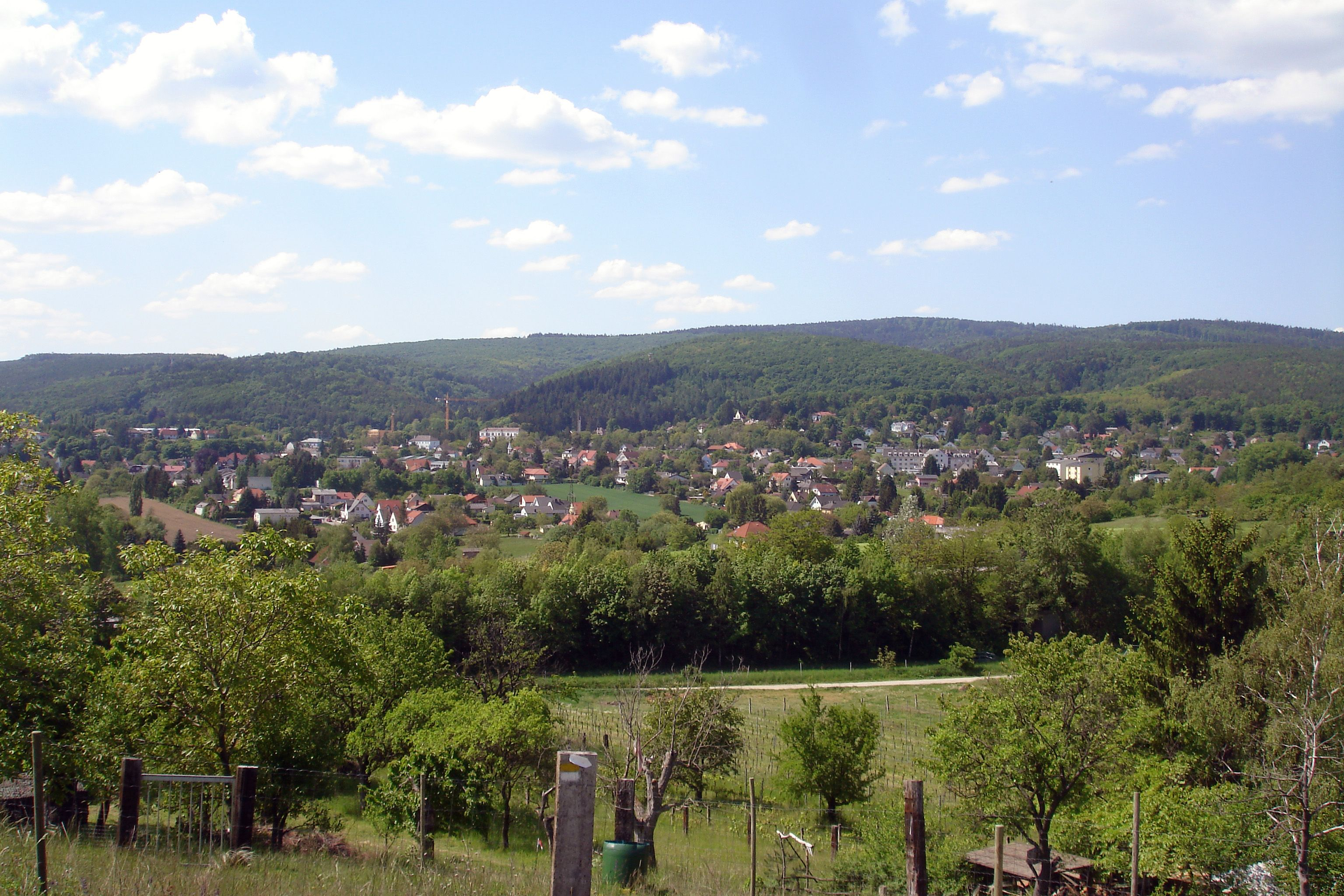
Bad Sauerbrunn / Savanyúkút
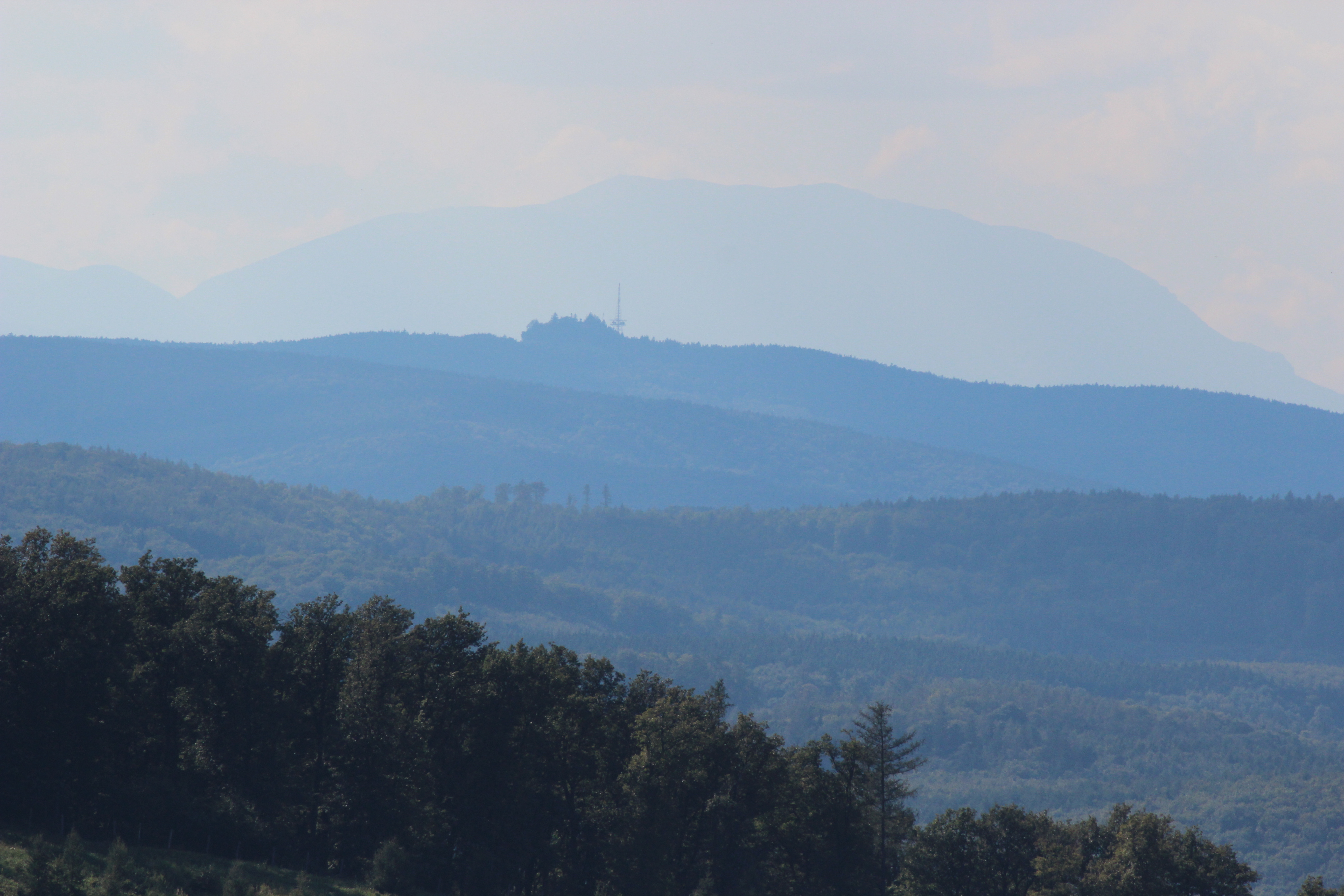
De Schneeberg in het Rosaliagebergte, gezien vanaf een uitkijktoren in het Hongaarse Sopron / Ödenburg
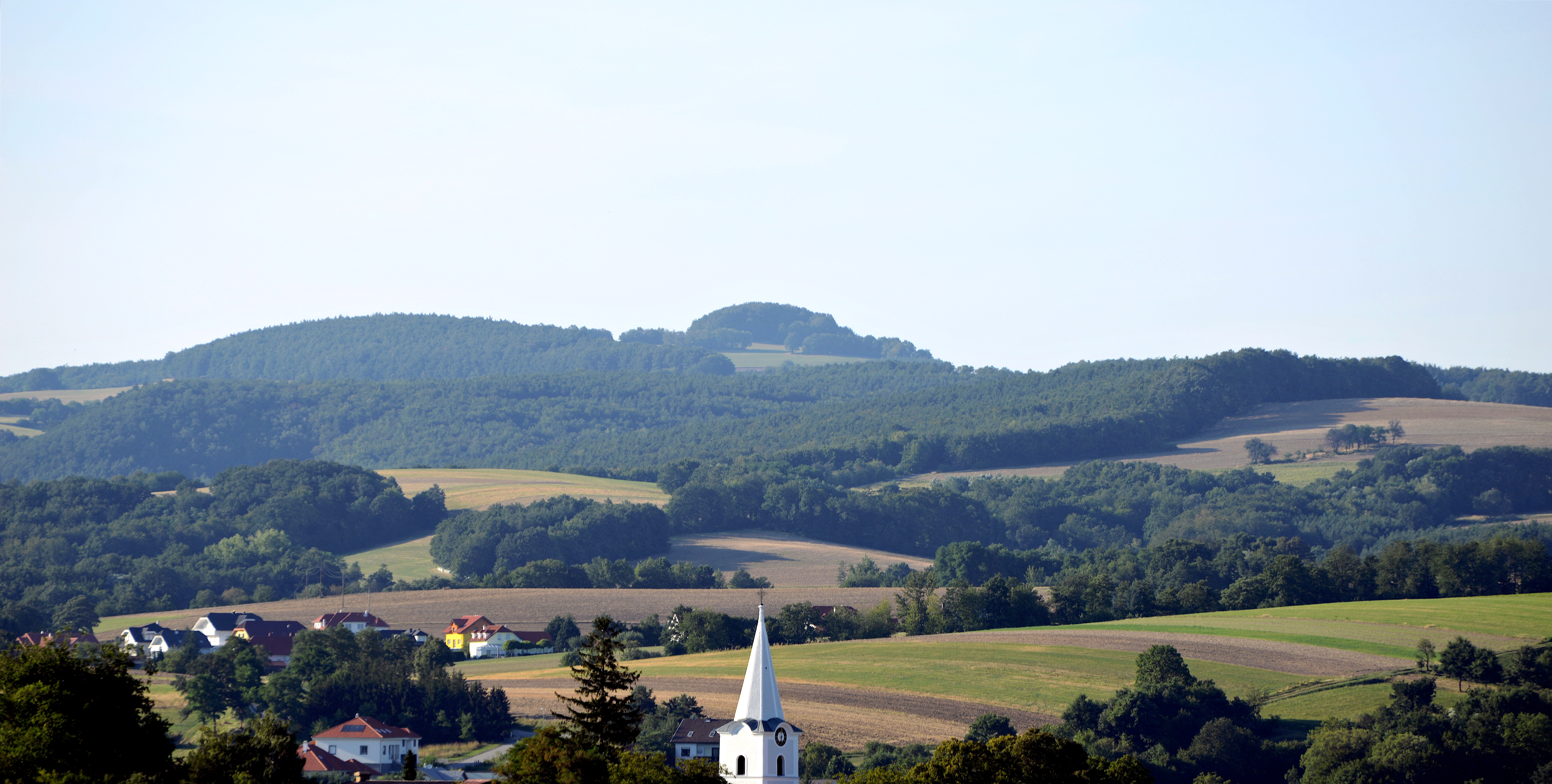
De top van de Sieggraberner Kogel, met op de voorgrond de kerktoren van Kobersdorf / Kabold
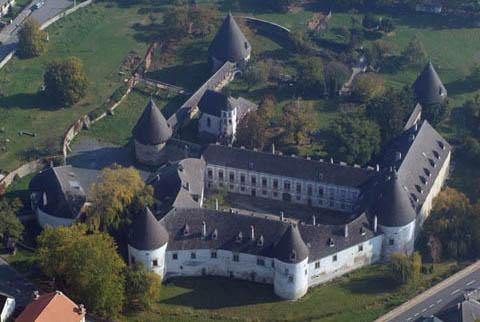
Kasteel Kobersdorf / Kabold vára
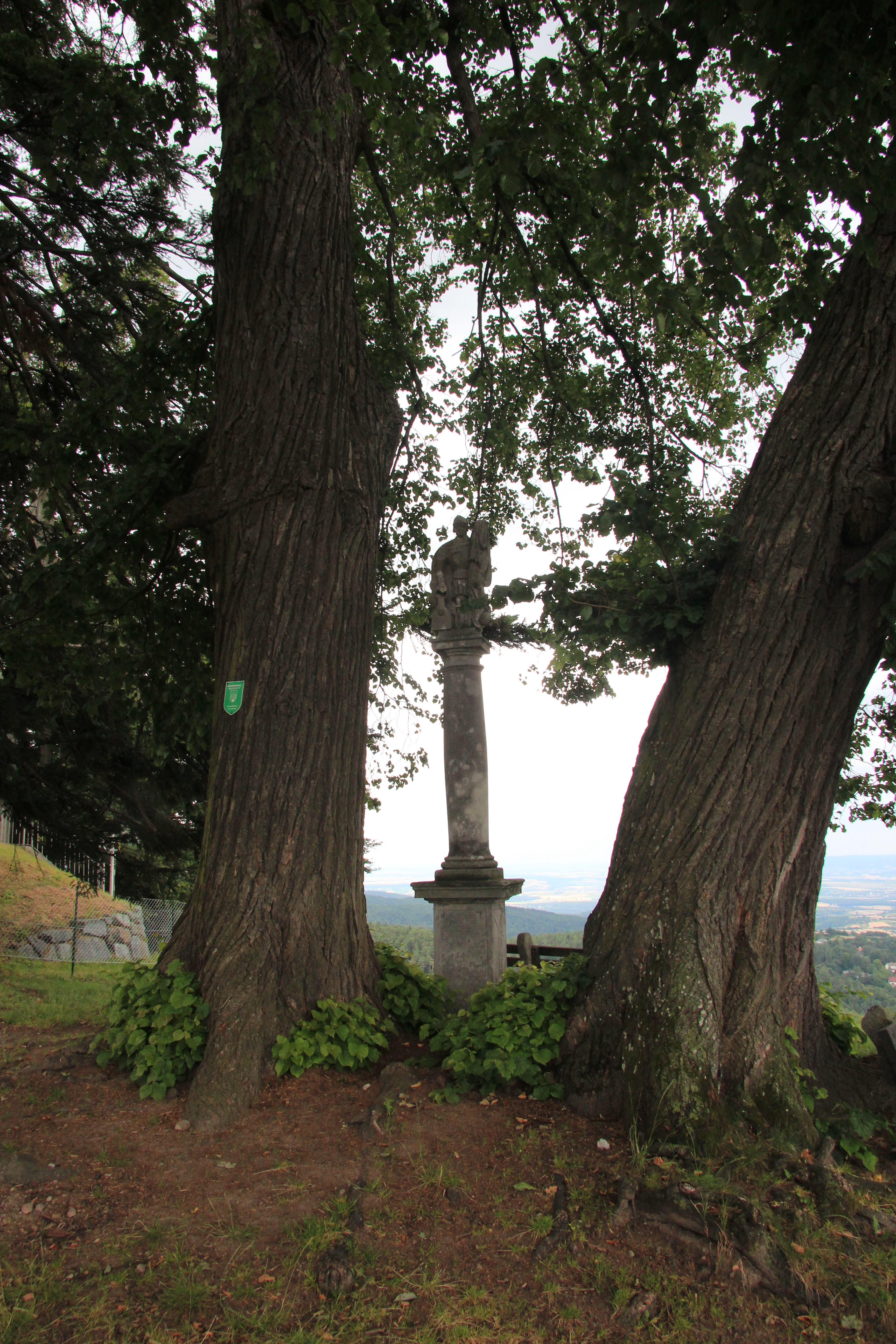
Neustift an der Rosalia / Újtelek
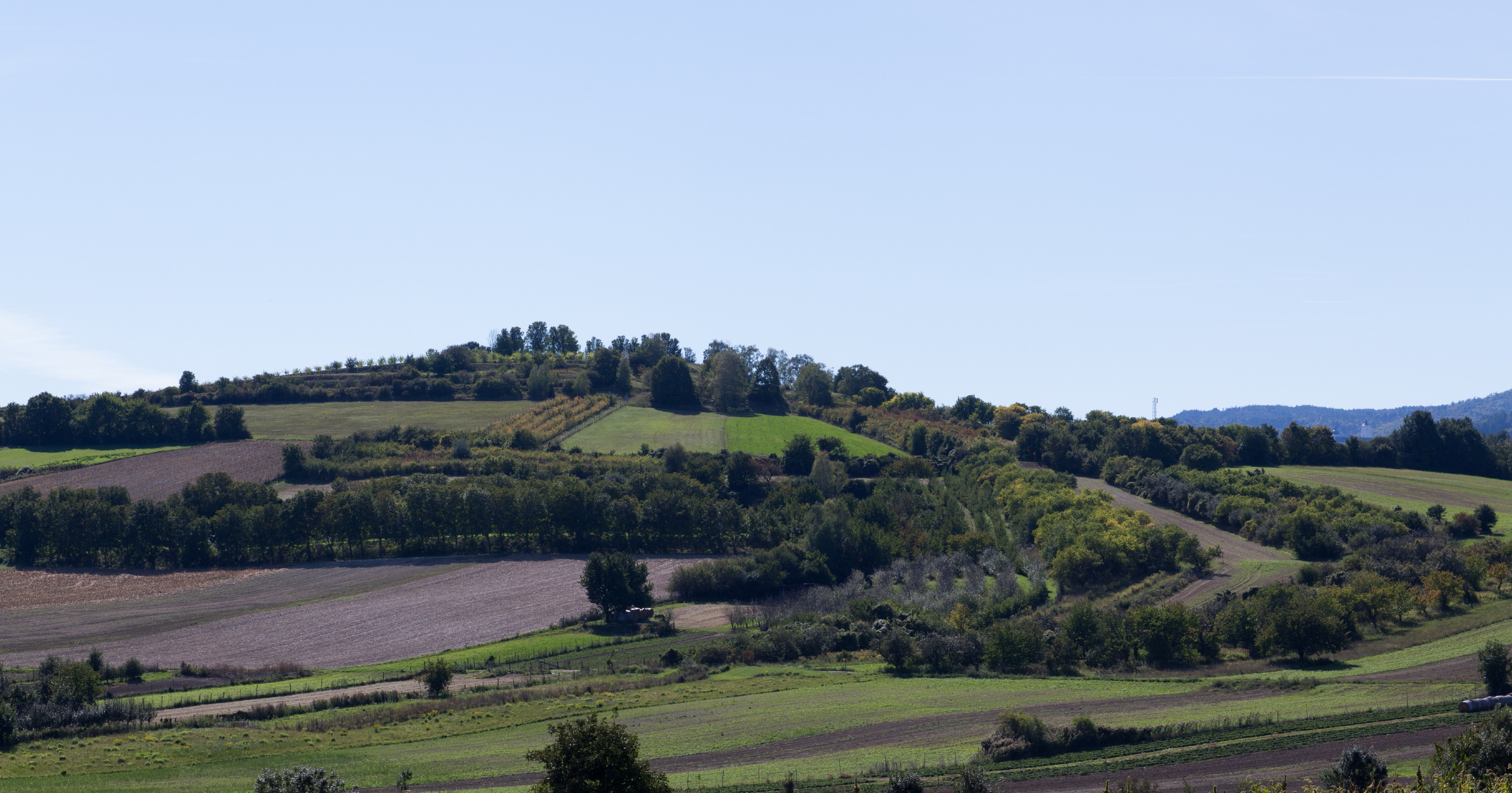
Mattersburger Kogel
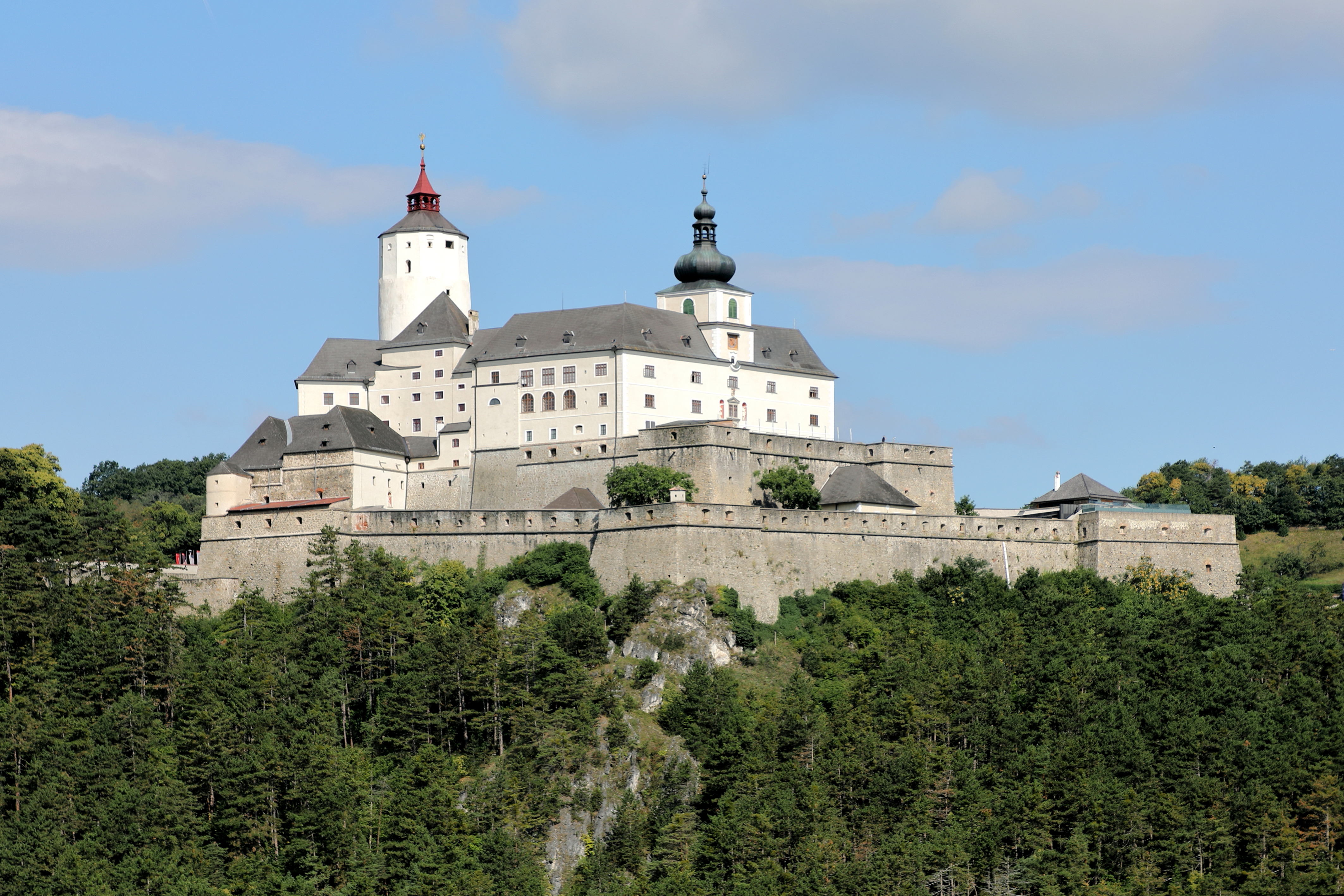
Kasteel Forchtenstein / Fraknó / Fortnava
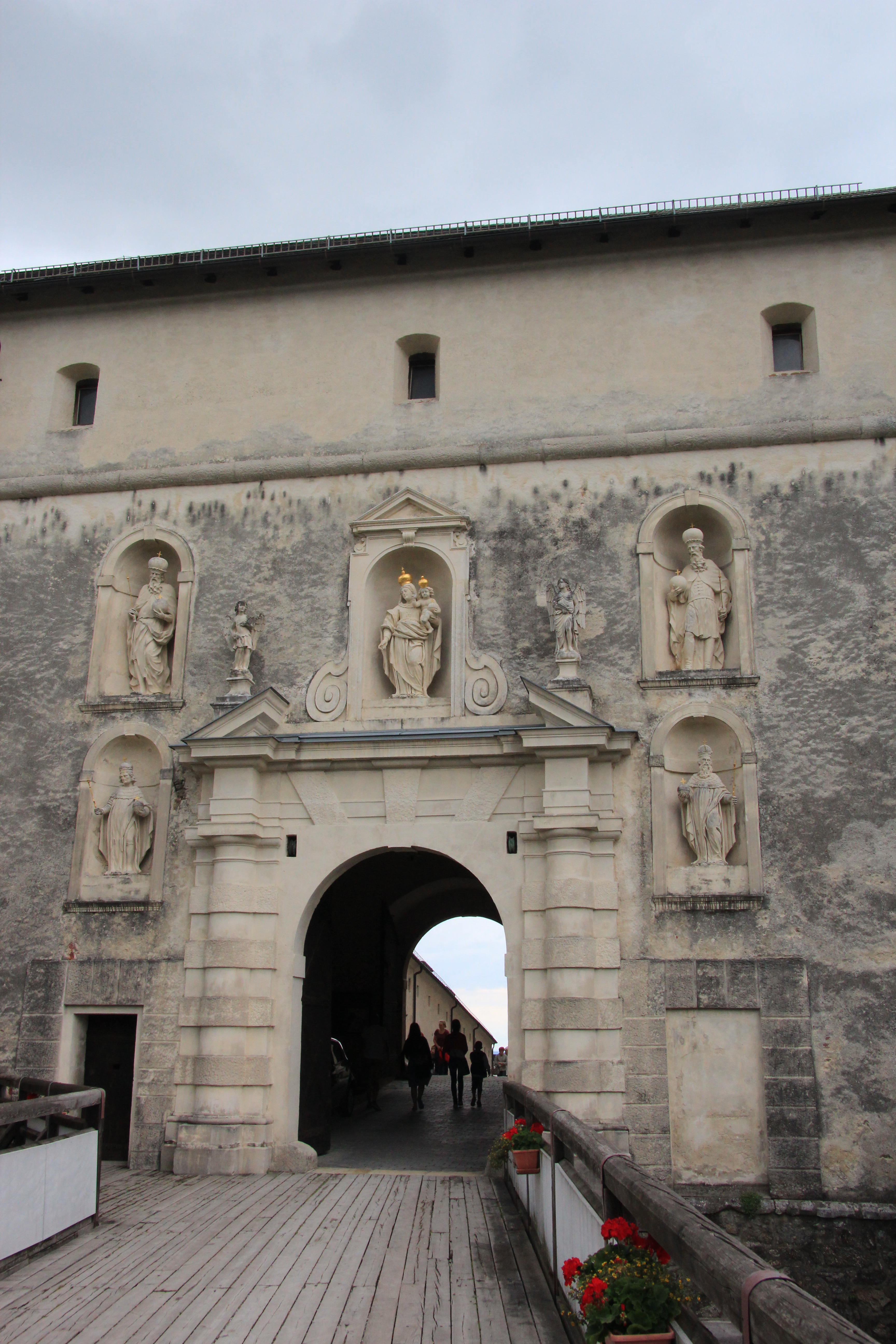
De Hoofdpoort van Kasteel Forchtenstein / Fraknó / Fortnava